# Бейхан (емірат)
Емірат Бейхан (араб. إمارة بيحان Amirat Bayhan) — арабська держава, що існувала на території північної частини нинішньої мухафази Шабва в Південному Ємені (з 1680 по 1967). На чолі емірату стояла династія Аль-Абілі, що була гілкою династії шиїтських імамів Сани Касімідів.

## Історія емірату
У долині Бейхан, на території якої наприкінці XVII століття виник однойменний емірат, історично населяла племінна група Мусабейн, в якій домінували родини Аль-Салех (з клану Ахмад Саїф) та Аль-Фатіма (клан Наджі Алаві), між якими йшла безперервна боротьба. На північ від долини панувало плем'я Бальхаріф. Наприкінці XVII століття центральний район долини Бейхан заселив клан Аль-Абілі, який вів свій родовід від династії імамів Сани Касімідів. До 1680 рід Аль-Абілі очолив племена Бейхай, оголосив про створення незалежного від Османської імперії емірату і був визнаний Хашимітськими шерифами Мекки як нащадок Пророка Мухаммеда і, відповідно, як свої кровні родичі.
Наприкінці XIX століття емірат Бейхан увійшов до складу Протекторату Аден. У Бейхані був розміщений британський гарнізон. 1945 амір Бейхан змушений був підписати з Великою Британією договір, що передбачає створення при амірі посаді британського радника, що контролював внутрішню політику емірату.
11 лютого 1959 емірат Бейхан разом із ще 5 єменськими монархіями увійшов до складу заснованої англійцями Федерації Арабських Еміратів Півдня, у 1962 перетвореної в Федерацію Південної Аравії.
Монархія скасована в 1967, а територія емірату увійшла до складу Народної Республіки Південного Ємену.

## Аміри Бейхан
- 1680-? Мукбіл, 1-й амір Бейхан
- ?-? Хасан
- ?-? Галіб
- близько 1750–1800 Хусейнібн Кайс аль-Хашимі
- близько 1800–1820 Сукбілібн Хусейн Абу аль-Кайс аль-Хашимі
- ?-? Абіл
- ?-? Сайфаллах
- ?-? Мубарак
- ?-? Баракібн Абіл
- ?-1903 Мухсинібн Барак аль-Абілі аль-Абілі аль-Хашимі
- 1903–1935 Ахмадбін Мухсин аль-Абілі аль-Абілі аль-Хашимі, відрікся від престолу на користь онука
- 1935–1967 регент Хусейн бін Ахмад аль-Мухсин, син аміра Ахмада бін ібн Мухсіна, міністр внутрішніх справ Федерації Південної Аравії
- 1935–1967 Саліхбін Хусейн аль-Абілі аль-Абілі аль-Хашимі (1935–2010), син регента Хусейна бін Ахмада та Халіми, дочки шейха племені Мусабейн.

### Спадкоємці престолу
Після смерті в лютому 2010 аміра Саліха спадкоємцем престолу став його син принц Талал бін Саліх аль-Абілі.